# Chapter V
 (novembre 2020).
Si vous disposez d'ouvrages ou d'articles de référence ou si vous connaissez des sites web de qualité traitant du thème abordé ici, merci de compléter l'article en donnant les références utiles à sa vérifiabilité et en les liant à la section « Notes et références ».
Albums de Staind
14 Shades of Grey
(2003) The Illusion of Progress
(2008)
Singles
1. Right Here (en)
Sortie : 18 mai 2005
2. Falling
Sortie : 26 octobre 2006
3. Everything Changes
Sortie : 2006
4. King of All Excuses
Sortie : 2006

Chapter V est le cinquième album du groupe de nu metal américain Staind sorti le 9 août 2005.
Il s'est classé à la première place du Billboard 200 aux États-Unis où il a été certifié disque de platine pour 1 million d'exemplaires vendus,. 

## Liste des chansons
Toutes les paroles sont écrites par Aaron Lewis, toute la musique est composée par Staind.
| No  | Titre                       | Durée |
| --- | --------------------------- | ----- |
| 1.  | Run Away                    | 3:39  |
| 2.  | Right Here (en)             | 4:13  |
| 3.  | Paper Jesus                 | 4:14  |
| 4.  | Schizophrenic Conversations | 4:32  |
| 5.  | Falling                     | 4:20  |
| 6.  | Cross to Bear               | 3:40  |
| 7.  | Devil                       | 5:00  |
| 8.  | Please                      | 4:24  |
| 9.  | Everything Changes          | 3:58  |
| 10. | Take This                   | 4:42  |
| 11. | King of All Excuses         | 3:39  |
| 12. | Reply                       | 4:14  |